# (17285) Bézout
(17285) Bézout, internationalement (17285) Bezout, est un astéroïde de la ceinture principale.

## Description
(17285) Bézout est un astéroïde de la ceinture principale. Il fut découvert par Paul G. Comba le 3 juillet 2000 à Prescott. Il présente une orbite caractérisée par un demi-grand axe de 2,64 UA, une excentricité de 0,169 et une inclinaison de 2,81° par rapport à l'écliptique.
Il fut nommé en hommage au mathématicien français Étienne Bézout (1739-1783).

## Compléments